# فلافانولات

البنية الكيميائية لمركب فلافان-3-أول.

إيبيكاتيشين (EC)

الفلافانولات هي صنف من المركبات الكيميائية المشتقة من الفلافان، وذلك بوجود وحدة 2-فينيل-4،3-ثنائي هيدرو-2H-كرومين-3-أول ضمن البنية الكيميائية لها. تشمل هذه الفئة من المركبات كل من مركبات ومشتقات كاتيشين وغالات إيبيكاتيشين وغالات إيبيغالوكاتيشين وغالوكاتيكول وبروانثوسيانيدين وثيافلافين وثياروبيجين.
يجب التمييز بين مركبات الفلافانولات وبين مركبات الفلافونولات، حيث ان الأخيرة هي من مشتقات الفلافونويد وتحوي على مجموعة كيتون. تكون مونوميرات الكاتيشين والبوليمرات قليلة الوحدات منها عديمة اللون، أما البوليمرات العليا، وهي الأنثوسيانيدات، فتكون ذات لون أحمر غامق، وتصبح في نهاية الأمر مادة عفص.

## اقرأ أيضاً
- فلافونولات